# Broslätt, Höör
Broslätt är en bebyggelse sydost om Norra Rörum i Höörs kommun. Från 2020 avgränsar SCB här en småort.